# China Motor Corporation
China Motor Corporation (CMC; 中華汽車工業S, Zhōnghuá Qìchē GōngyèP) è una casa automobilistica taiwanese fondata nel 1969 con sede a Taipei.

## Storia
L’azienda venne fondata nel giugno 1969 e firmò un contratto di condivisione di tecnologia con Mitsubishi Motors l'anno seguente.  Il 12 dicembre 1973 venne aperto il primo stabilimento di produzione a Yangmei e venne presentato anche il primo veicolo: il CMC Delica, versione rimarchiata su licenza dell’omonimo commerciale Mitsubishi. 
Inizialmente la produzione di veicoli era al ritmo di 300 esemplari al mese, ma grazie alla rapida crescita del mercato e allo sviluppo di un nuovo impianto di verniciatura, la fabbrica produsse il 100.000° veicolo nel 1983.
Originariamente China Motor produceva solo veicoli commerciali, nel 1983 lanció un piccolo minivan (il Varica, rebadge del Mitubishi Minicab) arrivando a produrre oltre 100.000 veicoli all'anno. Attualmente operano tre stabilimenti produttivi, due a Yangmei e uno a Hsinchu.
La società è quotata alla Borsa di Taiwan dal marzo 1991.
Dal 1995, CMC ha investito molto in Cina nella South East Motor Corporation e ha rafforzato la partnership con Mitsubishi introducendo numerosi modelli e distribuendo lo stesso marchio giapponese in Taiwan; la gamma si è arricchita della berlina Lancer, gli autocarri Fuso Canter e il monovolume Savrin (derivato dal Mitsubishi Space Wagon).
Nel 2005, la società ha ricevuto l’approvazione dal governo cinese per formare una joint venture col gruppo DaimlerChrysler per la produzione di autovetture e monovolume sia a marchio Mercedes-Benz che Chrysler.
Nello stesso anno il 13,97% della China Motor Corporation diviene di proprietà di Mitsubishi Motors.
Da giugno 2007, CMC partecipa alla joint venture Fujian Daimler per la produzione di veicoli commerciali a marchio Mercedes-Benz.

## Veicoli prodotti

### CMC
- CMC Veryca (dal 2000)
- CMC Zinger (dal 2005)
- CMC Leadca (dal 2013)
- CMC Minicab (1978-1985)
- CMC Verica (1985-2000)
- CMC Towny (1985-2011)

### Mitsubishi Motors
- Mitsubishi Colt Plus (dal 2007)
- Mitsubishi Lancer (dal 1988)

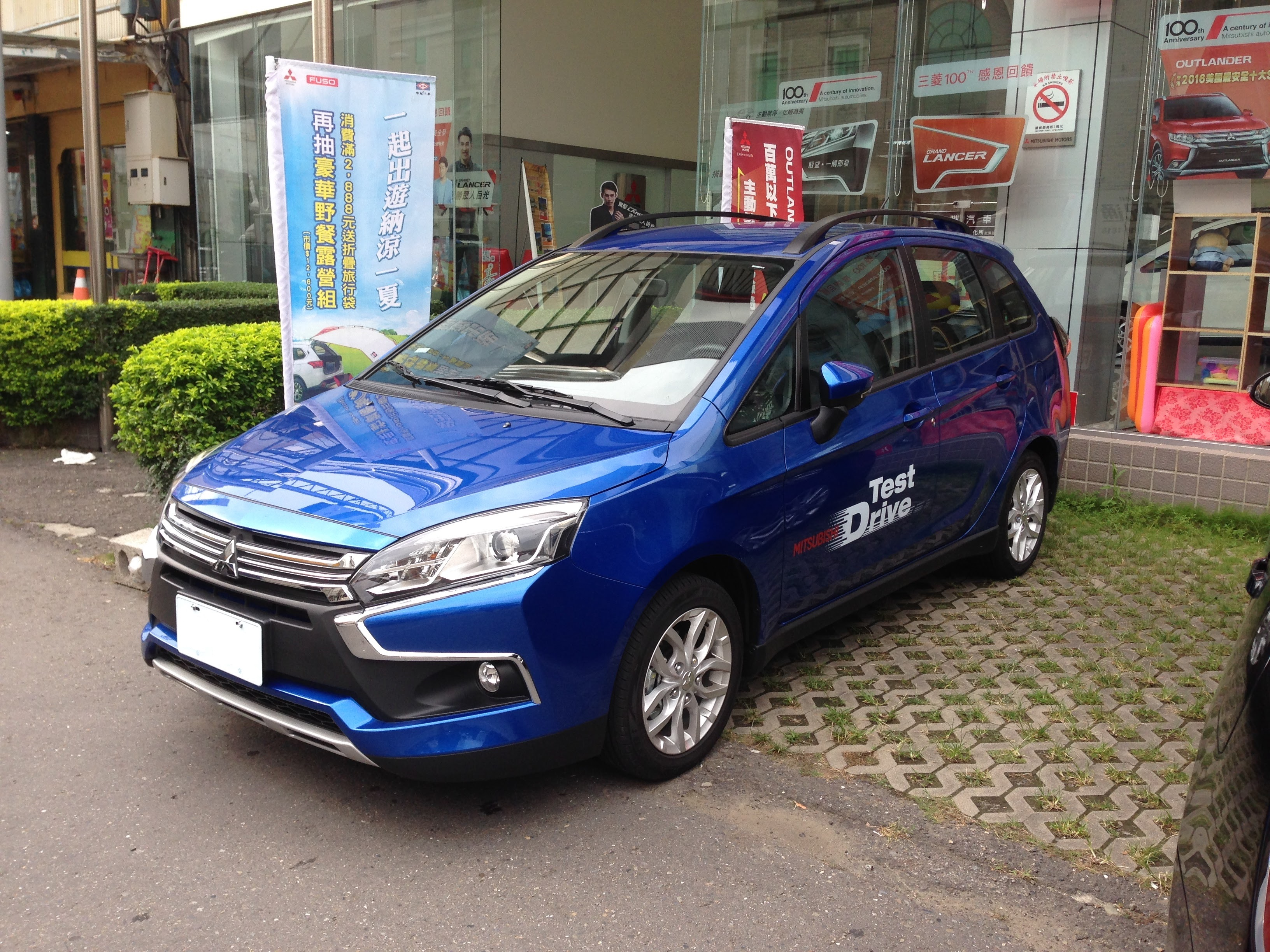
La Mitsubishi Colt Plus prodotta dalla CMC

- Mitsubishi Eclipse Cross (dal 2017)
- Mitsubishi Outlander (dal 2001)
- Mitsubishi Delica (dal 1973)
- Mitsubishi Galant (1997–2004)
- Mitsubishi Grunder (2004–2012)
- Mitsubishi Savrin (2001–2014)
- Mitsubishi Freeca (1998–2008)

### Soueast
- Soueast Lioncel (2000-2007)
- Soueast Delica (1994-2013)
- Soueast Sovereign (2003-2011)

### Chrysler
- Chrysler Voyager (2005-2007)